# Liste von Einrichtungen des Opus Dei in Deutschland
Diese Liste von Einrichtungen des Opus Dei in Deutschland beinhaltet Einrichtungen für Jugendliche, Studierende und Institutionen der Erwachsenenbildung von Opus Dei in Deutschland.
| Name                                       | Sitz                       | (zusätzliches) Angebot                                                   |
| Kirchen                                    |                            |                                                                          |
| ------------------------------------------ | -------------------------- | ------------------------------------------------------------------------ |
| St. Pantaleon (Köln)                       | Köln                       | - Priester des Opus Dei betreuen die Kölner Kirche St. Pantaleon         |
| Schulen                                    |                            |                                                                          |
| Mädchengymnasium Jülich                    | Jülich                     | - Fachoberschule für Ernährung                                           |
| Jungengymnasium geplant in Potsdam         | Potsdam                    |                                                                          |
| Studienzentren                             |                            |                                                                          |
| Campus Müngersdorf                         | Köln                       | - International College – Domestic Management Center – Conference Center |
| Internationales Studentenzentrum Schweidt  | Köln                       | - Hauswirtschaftliches Ausbildungszentrum                                |
| Haus Weidenau                              | München-Bogenhausen        |                                                                          |
| Studentinnenheim Aurach                    | München                    | - auch Jugendclub für Mädchen                                            |
| Studententreff Schackstraße                | München                    | - auch Jugendclub                                                        |
| Studentenheim & Bildungszentrum Erk        | Aachen                     |                                                                          |
| Studentinnenheim Heristal                  | Aachen                     |                                                                          |
| Studentenheim Widenberg                    | Münster                    |                                                                          |
| Bildungszentrum Rüttenscheid               | Essen                      |                                                                          |
| Jugendzentren                              |                            |                                                                          |
| Jugendzentrum Erk                          | Aachen                     |                                                                          |
| Jugendclub Feuerstein                      | Köln                       |                                                                          |
| Jugendclub Linie 15                        | Bonn                       | - Hausaufgabenbetreuung, Diskussionsrunden, Sport, Freizeitbeschäftigung |
| Jugendclub KlubKürbis                      | München                    |                                                                          |
| Erwachsenenbildung                         |                            |                                                                          |
| Bildungszentrum Feldmark                   | Berlin                     |                                                                          |
| Bildungszentrum Wilmershain                | Berlin                     |                                                                          |
| Bildungszentrum Fausenburg                 | Trier                      |                                                                          |
| Bildungszentrum Weidenau                   | München                    |                                                                          |
| Bildungszentrum Hoher Weg                  | Augsburg                   |                                                                          |
| Bildungszentrum Am Städel                  | Frankfurt                  |                                                                          |
| Tagungszentrum Haus Hardtberg              | Euskirchen-Kreuzweingarten | - Hauswirtschaftliches Ausbildungszentrum am Hardtberg                   |
| Bildungszentrum Althaus                    | Bonn                       | - auch Studentenwohnheim                                                 |
| Tagungshaus Zieglerhof                     | Ettal                      |                                                                          |
| Träger                                     |                            |                                                                          |
| Studentische Kulturgemeinschaft            | Köln                       |                                                                          |
| Deutsch-Internationaler Kulturverein (DIK) | Köln                       |                                                                          |